# Округ Рали (Западна Вирџинија)
Округ Рали (енгл. Raleigh County) је округ у америчкој савезној држави Западна Вирџинија.

## Демографија
По попису из 2010. године број становника је 78.859, што је 361 (-0,5%) становника мање него 2000. године.
| Група             | 2000.          | 2010.          |
| Белци             | 70.421 (88,9%) | 69.246 (87,8%) |
| Афроамериканци    | 6.753 (8,5%)   | 6.468 (8,2%)   |
| Азијати           | 568 (0,7%)     | 718 (0,9%)     |
| Хиспаноамериканци | 727 (0,9%)     | 996 (1,3%)     |
| Укупно            | 79.220         | 78.859         |